# Henri Michel (futebolista)
Henri Louis Michel (Aix-en-Provence, 29 de outubro de 1947 – 24 de abril de 2018) foi um futebolista e treinador de futebol francês.

## Carreira

### Jogador
Começou a jogar em 1964, no Aix, de sua cidade. Em 1966, foi para o Nantes e lá ficaria até encerrar a carreira, em 1982, participando da conquista dos cinco primeiros títulos no campeonato francês do clube. Pela Seleção Francesa, jogou de 1969 a 1980 e participou da Copa do Mundo de 1978.

### Treinador
No mesmo ano em que parou de jogar, começou a carreira de técnico, primeiramente na seleção sub-21 da França, e, dois anos depois, a principal, sendo seu técnico nas Olimpíadas de 1984 (tendo conquistado o ouro) e na Copa do Mundo de 1986 (terceiro lugar). Michel continuaria treinando a França até 1990, passando a partir daí a treinar em maioria equipes a África: foi treinador de Camarões na Copa do Mundo de 1994, do Marrocos na de 1998 e da Costa do Marfim na de 2006, além de ter levado a Tunísia à de 2002, tendo deixado o cargo antes do torneio. Apesar do bom futebol apresentado por Marrocos e, principalmente, da Costa do Marfim nesses mundiais, ambas as equipes, assim como Camarões em 1994, sucumbiram na primeira fase.
Em 2007, havia voltado a ser treinador da Seleção Marroquina, mas foi dispensado após a eliminação dela na primeira fase da Copa das Nações Africanas de 2008.
Faleceu em 24 de abril de 2018 na sua cidade natal.